# Sylvain Tesson

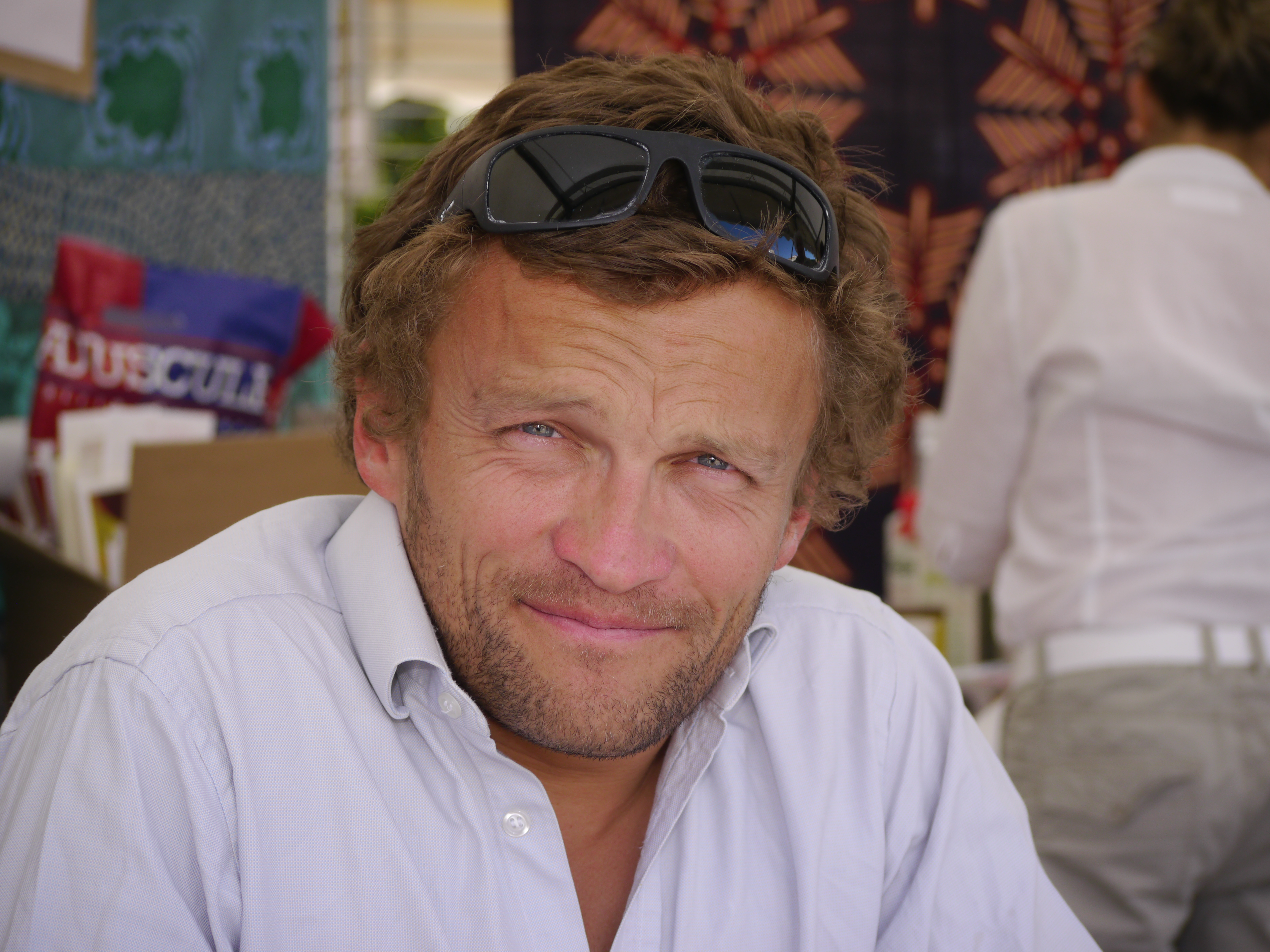
Tesson 2011

Sylvain Tesson, född 26 april 1972 i Paris, är en fransk författare och äventyrare. Sedan början av 1990-talet har han genomfört ett antal resor och vistelser som givit upphov till reseskildringar. I böckerna La Chevauchée des steppes (2001) och Carnets de Steppes (2002) skildrar han en resa till häst genom den centralasiatiska stäppen. Från maj 2003 till januari 2004 genomförde han den vandring som Sławomir Rawicz påstod sig ha gjort på 1940-talet från ett sibiriskt Gulag-läger till Indien. År 2011 fick Tesson Prix Médicis essai för Dans les forêts de Sibérie, om en ensam vintervistelse i en stuga vid Bajkalsjön i Sibirien. Han är även novellförfattare och fick 2009 Prix Goncourt de la nouvelle för "Une vie à coucher dehors".
Tessons bok om Iliaden och Odysséen, Un été avec Homère (2018), finns i svensk översättning av Jan Stolpe, En sommar med Homeros (2019). 